# 620096 Curupira
620096 Curupira este o planetă minoră (asteroid) din Asteroid Apollo. A fost descoperită pe 19 aprilie 2016 la  de . 
Obiectul prezintă o orbită caracterizată de o semiaxă mare de 1,8130437856099 UAi, o excentricitate de 0,61560346576606, o înclinație de 5,1490558600389 ° în raport cu ecliptica.